# Gabriel Silva (football, 2002)
Pour les articles homonymes, voir Gabriel Silva.
Gabriel Silva, né le 22 mars 2002 à Ribeirão Preto, est un footballeur brésilien qui évolue au poste d'avant-centre avec la Sociedade Esportiva Palmeiras.

## Biographie

### Carrière en club
Issu de l'académie de Palmeiras, il fait ses débuts en Série A avec le club de São Paulo le 23 août 2020, entrant en jeu à vingt minutes de la fin — à la place de l'international brésilien Luiz Adriano — lors de la victoire 2-1 des siens contre Santos,.

### Carrière en sélection
Gabriel Silva joue son premier match avec l'équipe du Brésil des moins de 17 ans le 12 octobre 2018, en amical contre la Russie. Il se met immédiatement en évidence en inscrivant un but, permettant à son équipe de l'emporter 2-1. Il participe ensuite au championnat continental des moins de 17 en 2019. Lors de cette compétition organisée au Pérou, il joue deux matchs.

## Style de jeu
Avant-centre qui peut également jouer comme deuxième attaquant, Gabriel Silva est décrit comme un joueur rapide et dynamique, avec un bon sens de la prise d'espace. Habile dans le dribble et l'élimination directe, du fait notamment de son ambidextrie, il possède aussi des qualités de centre notables. Joueur à la stature modeste pour son poste (1,77 m à ses débuts) il brille ainsi moins par son jeu de tête.

## Statistiques
| Saison                | Club                  | Championnat           | Championnat | Championnat | Championnat | Coupe(s) nationale(s) | Coupe(s) nationale(s) | Coupe(s) nationale(s) | Supercoupe | Supercoupe | Supercoupe | Compétition(s) continentale(s) | Compétition(s) continentale(s) | Compétition(s) continentale(s) | Compétition(s) continentale(s) | Ligue régionale | Ligue régionale | Ligue régionale | Total | Total | Total |
| Saison                | Club                  | Division              | M.          | B.          | P.d.        | M.                    | B.                    | P.d.                  | M.         | B.         | P.d.       | Comp.                          | M.                             | B.                             | P.d.                           | M.              | B.              | P.d.            | M.    | B.    | P.d.  |
| 2020                  | Palmeiras             | Série A               | 13          | 0           | 0           | 2                     | 0                     | 0                     | -          | -          | -          | CL                             | 3                              | 0                              | 1                              | 1               | 0               | 0               | 19    | 0     | 1     |
| 2021                  | Palmeiras             | Série A               | -           | -           | -           | -                     | -                     | -                     | -          | -          | -          | CL                             | -                              | -                              | -                              | 3               | 1               | 0               | 3     | 1     | 0     |
| Total sur la carrière | Total sur la carrière | Total sur la carrière | 13          | 0           | 0           | 2                     | 0                     | 0                     | 0          | 0          | 0          | -                              | 3                              | 0                              | 1                              | 4               | 1               | 1               | 22    | 1     | 2     |

## Palmarès
| Sociedade Esportiva Palmeiras - Copa Libertadores - Vainqueur en 2020 - Campeonato Paulista - Champion en 2020 |